# Berlin-Pankow
Pour les articles homonymes, voir Pankow.
Pankow [ˈpaŋko]  est un quartier de Berlin, faisant partie de l'arrondissement homonyme.

## Histoire
Durant la séparation de la ville pendant la guerre froide (1945-1990), il faisait partie de l'ancien district de Pankow.
Entre 1949 et 1968, Pankow accueillit la résidence du président de la République démocratique allemande. Le Majakowskiring était également situé non loin de là. Le régime est-allemand était de ce fait parfois désigné en Allemagne de l'Ouest comme le « régime de Pankow » ou le « gouvernement de Pankow ».

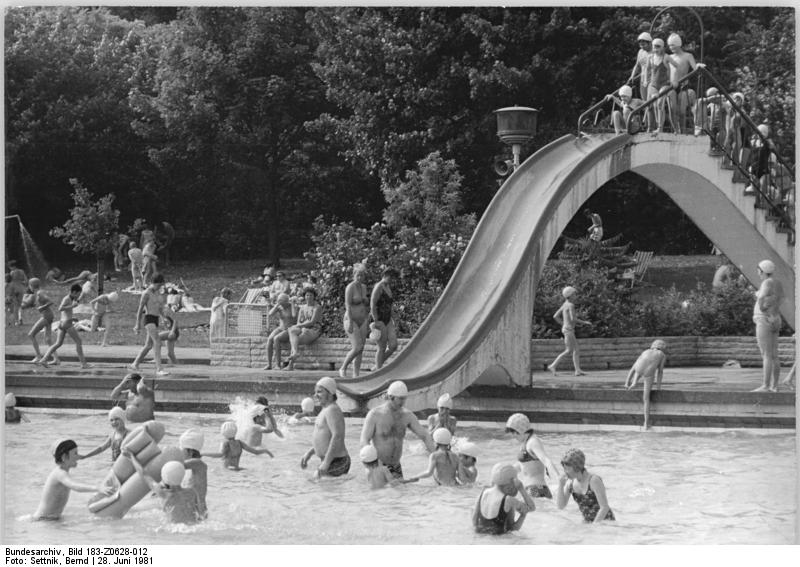
La piscine de Pankow en 1981.

## Population
Le quartier comptait 62 659 habitants le 1er janvier 2017 selon le registre des déclarations domiciliaires, c'est-à-dire 11 070 hab./km².

## Patrimoine
- Château de Schönhausen : château baroque du XVIIe siècle. Au XVIIIe siècle, il était la résidence d’été de la reine Élisabeth Christine puis devint siège officiel du président de la RDA.
- Rue Majakowskiring : rue autrefois habitée par l'élite de la RDA.
- Synagogue Rykestrasse : basilique néo-romane construite par l'architecte Johann Hoeniger.
- Cimetière Weißensee : ce cimetière de 42 hectares est le plus grand cimetière juif d’Europe[3].